# علاء الدالی
علاء الدالی (انگلیسی: Alaa Al Dali؛ زادهٔ ۳ ژانویهٔ ۱۹۹۷) بازیکن فوتبال اهل سوریه است که در پست مهاجم بازی می‌کند.

## دوران باشگاهی
از باشگاه‌هایی که در آن بازی کرده است می‌توان به باشگاه ورزشی القطر اشاره کرد.
وی همچنین در تیم‌های ملی فوتبال زیر ۲۳ سال سوریه، و سوریه بازی کرده است.
او در تابستان ۱۴۰۳ به چادرملو پیوست.